# The Real Thing

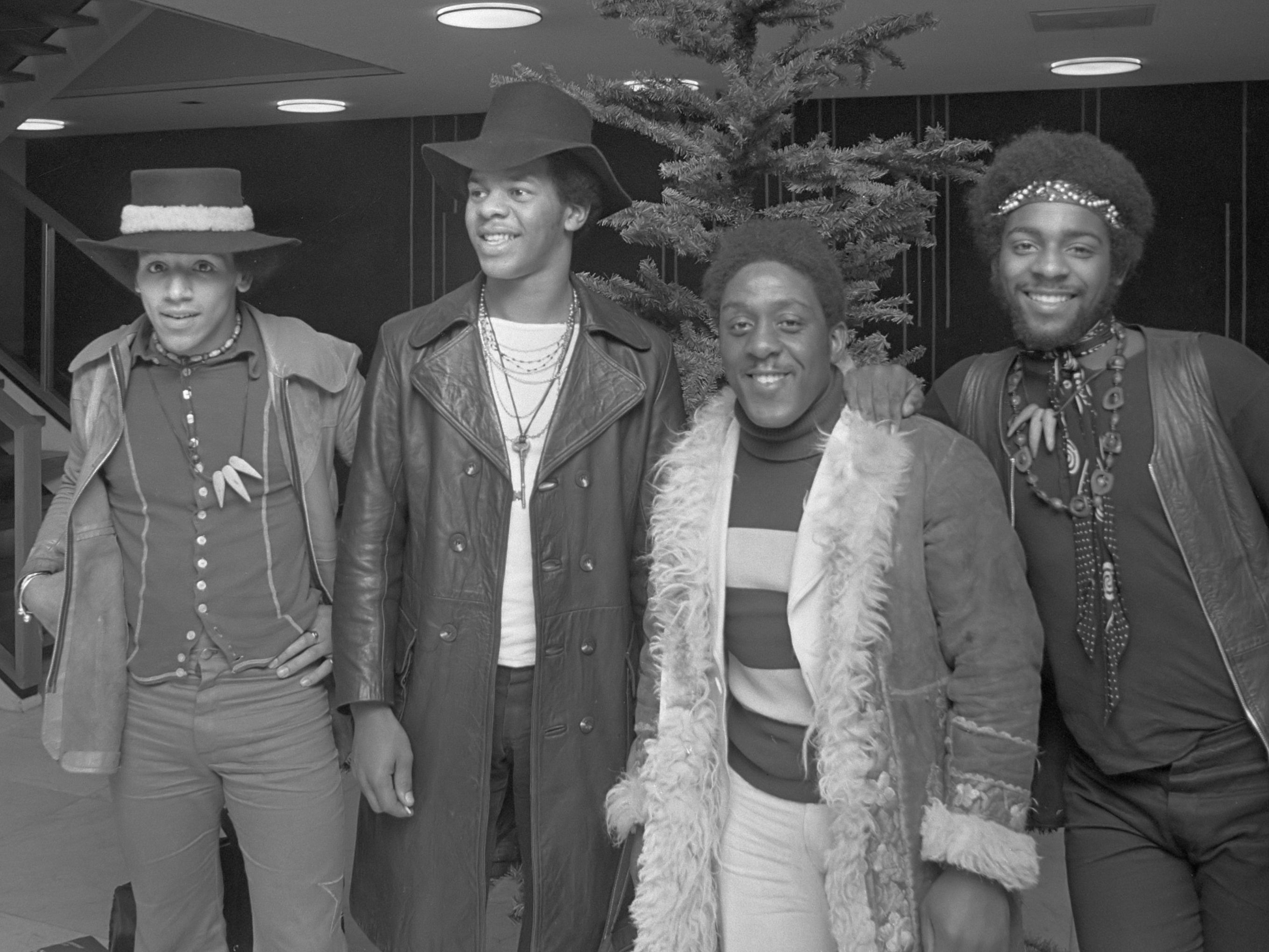
The Real Thing (1972) v. l.: Ray Lake († 2000), Dave Smith, Kenny Davis (†), Chris Amoo

The Real Thing ist die erste rein schwarze britische Soul-, Funk- und Popband aus Liverpool, zu deren bekanntesten Hits das Lied You to Me Are Everything aus dem Jahr 1976 zählt. Ihr Song Children of the Ghetto, 1977 geschrieben und komponiert von Eddie und Chris Amoo, gesungen von Ray Lake, war der erste Song überhaupt, der die Notlage der Schwarzen im Vereinigten Königreich thematisierte und als Hymne der britischen Bürgerrechtsbewegung unter anderem von Philip Bailey und Mary J. Blige gecovert wurde. Die "Pioniere des britischen Soul" , die als die bislang erfolgreichste schwarze Gruppe der britischen Popgeschichte gelten, sind als Band bis heute aktiv.

## Bandgeschichte
Die Gruppe wurde 1970 von Chris Amoo, Dave Smith, Kenny Davis und Ray Lake, vier Einwandererkindern aus dem Liverpooler Stadtteil Toxteth, gegründet. Musikalisch orientierte sie sich an The Temptations und The Four Tops, in den ersten Jahren beschränkte sich ihr Erfolg jedoch nur auf die Clubs in England.
Nachdem Davis die Band verlassen hatte, kam 1976 der Bruder von Chris, Eddie Amoo, zur Band. Die beiden hatten zuvor schon einen Großteil der Lieder von The Real Thing geschrieben, Eddie war aber bis dahin Sänger bei den ebenfalls aus Liverpool stammenden Chants. Als The Real Thing das Lied You to Me Are Everything von Ken Gold und Michael Denne angeboten bekamen, gelang der Durchbruch. Die Single wurde zum ersten Charterfolg und erreichte Platz 1 der UK-Charts. Die Nachfolgesingle Can’t Get By without You stieg auf den zweiten Platz. Beide Lieder, die 1986 als Remixe nochmals Top-Ten-Platzierungen erreichten, sind heute Klassiker.
In den Billboard R&B-Charts und in Deutschland hatte The Real Thing mit diesen Hits nur Achtungserfolge, in Großbritannien waren sie aber auch in den kommenden Jahren regelmäßig mit verschiedenen Singles in der Hitparade vertreten. Nachdem Can You Feel the Force 1979 Platz 5 der UK-Charts erreicht hatte, wurde es ruhig um die Band. Auch die Remixe von 1986 konnten die Karriere nicht wieder nachhaltig anfachen.
2005 stieg So Much Love to Give, ein Feature mit dem Houseprojekt Freeloaders, bis auf Rang 9 in England.
2013 feierte die Band ihr 40-jähriges Bühnenjubiläum mit einem Live-Konzert in der Liverpooler Philharmonic Hall. Ein Konzertmitschnitt erschien auf CD und DVD.
2019 erschien ein 90-minütiger Dokumentarfilm über die Geschichte der Band unter dem Titel Everything – The Real Thing Story von Simon Sheridan. Der Film kam 2019 in die britischen Kinos. Er wurde 2020 in der BBC und 2022 bei Netflix ausgestrahlt.

## Mitglieder
- Christopher Charles (Chris) Amoo (* 14. Oktober 1952 in Liverpool, England) – Gesang
- Edward Robert (Eddie) Amoo (* 5. Mai 1944 in Liverpool, England; † 23. Februar 2018 in Melbourne, Australien) – Gesang, Gitarre, Keyboard (ab 1976)
- David (Dave) Smith (* 6. Juli 1952 in Liverpool, England) – Gesang
- Raymond Brian (Ray) Lake (* 11. Februar 1952 in Liverpool, England; † 9. März 2000 in Bristol, England) – Gesang
- Kenny Davis (ertrank im Alter von 44 Jahren im Fluss Mersey) – Bass (bis 1976)

## Diskografie

### Studioalben
| Jahr | Titel                  | Höchstplatzierung, Gesamtwochen, AuszeichnungChartsChartplatzierungen (Jahr, Titel, Platzierungen, Wochen, Auszeichnungen, Anmerkungen) | Anmerkungen                                                             |
| Jahr | Titel                  | UK | Anmerkungen                                                             |
| ---- | ---------------------- | --- | ----------------------------------------------------------------------- |
| 1976 | Real Thing             | UK34 Silber · (3 Wo.)UK | Erstveröffentlichung: Oktober 1976 Produzenten: Jerome Rimson, Ken Gold |
| 1979 | Can You Feel the Force | UK73 (1 Wo.)UK | Erstveröffentlichung: März 1979 Produzent: Ken Gold                     |

Weitere Studioalben
- 1977: 4 from 8
- 1978: Step into Our World
- 1979: Saints or Sinners
- 1994: You to Me Are Everything
- 2022: A Brand New Day
- 2023: Living It Up

### Livealben
- 1994: The Heart Rock Concert at the Philharmonic
- 2013: The legendary Real Thing - Live at the Liverpooler Philharmonic Hall

### Kompilationen
| Jahr | Titel                      | Höchstplatzierung, Gesamtwochen, AuszeichnungChartplatzierungen (Jahr, Titel, Platzierungen, Wochen, Auszeichnungen, Anmerkungen) | Höchstplatzierung, Gesamtwochen, AuszeichnungChartplatzierungen (Jahr, Titel, Platzierungen, Wochen, Auszeichnungen, Anmerkungen) | Anmerkungen                           |
| Jahr | Titel                      | DE | UK | Anmerkungen                           |
| ---- | -------------------------- | --- | --- | ------------------------------------- |
| 1980 | 20 Greatest Hits           | — | UK56 (2 Wo.)UK | Erstveröffentlichung: April 1980      |
| 1986 | The Best of the Real Thing | DE47 (7 Wo.)DE | UK24 Silber · (11 Wo.)UK | Erstveröffentlichung: Juli 1986       |
| 2020 | Best Of                    | — | UK58 (1 Wo.)UK | Erstveröffentlichung: 10. Januar 2020 |

Weitere Kompilationen
- 1990: Whenever You Want My Love
- 1990: The Heart & Soul of the Real Thing
- 1991: The Best of the Real Thing
- 1994: You to Me Are Everything
- 1997: Let’s Go Disco
- 1997: Feel the Force (2 CDs)
- 1998: The Very Best Of
- 1999: Can You Feel the Force
- 1999: Children of the Ghetto – The Pye Anthology (2 CDs)
- 2003: Can You Feel the Force?
- 2005: Greatest Hits Live!
- 2006: It’s the Real Thing: The Singles Collection (2 CDs)
- 2006: The Very Best Of
- 2021: The Real Thing Anthology 1972–1997 (Box-Set)

### EPs
- 1980: Rainin’ Through My Sunshine

### Singles
| Jahr | Titel Album                                                                     | Höchstplatzierung, Gesamtwochen, AuszeichnungChartplatzierungen (Jahr, Titel, Album, Platzierungen, Wochen, Auszeichnungen, Anmerkungen) | Höchstplatzierung, Gesamtwochen, AuszeichnungChartplatzierungen (Jahr, Titel, Album, Platzierungen, Wochen, Auszeichnungen, Anmerkungen) | Höchstplatzierung, Gesamtwochen, AuszeichnungChartplatzierungen (Jahr, Titel, Album, Platzierungen, Wochen, Auszeichnungen, Anmerkungen) | Höchstplatzierung, Gesamtwochen, AuszeichnungChartplatzierungen (Jahr, Titel, Album, Platzierungen, Wochen, Auszeichnungen, Anmerkungen) | Höchstplatzierung, Gesamtwochen, AuszeichnungChartplatzierungen (Jahr, Titel, Album, Platzierungen, Wochen, Auszeichnungen, Anmerkungen) | Anmerkungen                                                                                     |
| Jahr | Titel Album                                                                     | DE | AT | CH | UK | US | Anmerkungen                                                                                     |
| ---- | ------------------------------------------------------------------------------- | --- | --- | --- | --- | --- | ----------------------------------------------------------------------------------------------- |
| 1976 | You to Me Are Everything Real Thing                                             | DE36 (4 Wo.)DE | — | — | UK1 Platin · (11 Wo.)UK | US64 (8 Wo.)US | Erstveröffentlichung: 14. Mai 1976 Autoren: Michael Denne, Ken Gold                             |
| 1976 | Can’t Get By without You Real Thing                                             | DE37 (11 Wo.)DE | — | — | UK2 Silber · (10 Wo.)UK | — | Erstveröffentlichung: 27. August 1976 Autoren: Michael Denne, Ken Gold                          |
| 1977 | You’ll Never Know What You’re Missing Real Thing                                | — | — | — | UK16 (9 Wo.)UK | — | Erstveröffentlichung: 28. Januar 1977 Autoren: Chris und Eddie Amoo                             |
| 1977 | Love’s Such a Wonderful Thing 4 from 8                                          | — | — | — | UK33 (5 Wo.)UK | — | Erstveröffentlichung: 24. Juni 1977 Autoren: Chris und Eddie Amoo                               |
| 1978 | Whenever You Want My Love Can You Feel the Force                                | — | — | — | UK18 (9 Wo.)UK | — | Erstveröffentlichung: 13. Januar 1978 Autoren: Ken Gold, Michael Denne                          |
| 1978 | Let’s Go Disco 20 Greatest Hits                                                 | — | — | — | UK39 (7 Wo.)UK | — | Erstveröffentlichung: 19. Mai 1978 Autor: Appaiah Biddu                                         |
| 1978 | Rainin’ Through My Sunshine Can You Feel the Force                              | — | — | — | UK40 (8 Wo.)UK | — | Erstveröffentlichung: 4. August 1978 Autoren: Chris und Eddie Amoo                              |
| 1979 | Can You Feel the Force? Can You Feel the Force                                  | — | — | — | UK5 Silber · (17 Wo.)UK | — | Erstveröffentlichung: 26. Januar 1979 Autoren: Chris und Eddie Amoo                             |
| 1979 | Boogie Down (Get Funky Now) Saints or Sinners                                   | — | — | — | UK33 (6 Wo.)UK | — | Erstveröffentlichung: Juni 1979 Autoren: Chris und Eddie Amoo                                   |
| 1980 | She’s a Groovy Freak The Best of the Real Thing                                 | — | — | CH9 (4 Wo.)CH | UK52 (4 Wo.)UK | — | Erstveröffentlichung: 31. Oktober 1980 Autoren: Chris und Eddie Amoo                            |
| 1986 | You to Me Are Everything (The Decade Remix 76–86) The Best of the Real Thing    | DE13 (17 Wo.)DE | AT21 (10 Wo.)AT | — | UK5 (13 Wo.)UK | — | Erstveröffentlichung: Februar 1986 Remix: Froggy, KC, Simon Harris                              |
| 1986 | Can’t Get By without You (The Decade Remix II 76–86) The Best of the Real Thing | — | — | — | UK6 (13 Wo.)UK | — | Erstveröffentlichung: Mai 1986 Remix: Bob Mallett                                               |
| 1986 | Straight to the Heart The Heart & Soul of the Real Thing                        | — | — | — | UK71 (2 Wo.)UK | — | Erstveröffentlichung: Oktober 1986 Autoren: Michael Denne, Richard Jon Smith                    |
| 1987 | Hard Times The Heart & Soul of the Real Thing                                   | — | — | — | UK90 (1 Wo.)UK | — | Erstveröffentlichung: Februar 1987 Autoren: Chris und Eddie Amoo                                |
| 2005 | So Much Love to Give –                                                          | DE49 (7 Wo.)DE | AT65 (2 Wo.)AT | — | UK9 (9 Wo.)UK | — | Erstveröffentlichung: April 2005 Freeloaders feat. The Real Thing Autoren: Chris und Eddie Amoo |

Weitere Singles
- 1972: Vicious Circle
- 1973: Plastic Man
- 1973: Listen, Joe McGintoo
- 1973: Check It Out
- 1974: Daddy Dear
- 1975: Stone Cold Love Affair
- 1975: Watch Out Carolina
- 1977: Lightning Strikes Again
- 1979: Give Me Your Love
- 1980: Saint or Sinner
- 1981: I Believe in You
- 1981: Foot Tappin’
- 1981: Groovy Freaks
- 1982: Love Takes Tears
- 1982: Seen to Smile
- 1984: We Got Love
- 1986: Can You Feel the Force? (’86 Mix)
- 1987: I Can’t Help Myself
- 1989: Can You Feel the Force 1989 Remix Version

## Auszeichnungen für Musikverkäufe
| 2× Platin-Schallplatte - Neuseeland - 2024: für die Single You to Me Are Everything |

Anmerkung: Auszeichnungen in Ländern aus den Charttabellen bzw. Chartboxen sind in ebendiesen zu finden.
| Land/RegionAuszeichnungen für Musikverkäufe (Land/Region, Auszeichnungen, Verkäufe, Quellen) | Silber     | Gold | Platin     | Verkäufe  | Quellen          |
| -------------------------------------------------------------------------------------------- | ---------- | ---- | ---------- | --------- | ---------------- |
| Neuseeland (RMNZ)                                                                            | —          | —    | 2× Platin2 | 60.000    | radioscope.co.nz |
| Vereinigtes Königreich (BPI)                                                                 | 4× Silber4 | —    | Platin1    | 1.270.000 | bpi.co.uk        |
| Insgesamt                                                                                    | 4× Silber4 | —    | 3× Platin3 |           |                  |

## Filmografie
- 2013 The legendary Real Thing; Konzertmitschnitt anlässlich des 40-jährigen Bühnenjubiläums, Liverpool, Philharmonic Hall
- 2019 Everything – The Real Thing Story; Buch, Regie, Produzent: Simon Sheridan